# Mount Schopf
Mount Schopf ist ein 2990 m hoher, länglicher, tafelbergartiger und hauptsächlich eisbedeckter Berg im westantarktischen Marie-Byrd-Land. Er ragt östlich des Buckeye Table in der Ohio Range auf. 
Geodätisch untersucht wurde das Gebiet durch den United States Geological Survey im Dezember 1958. Das Advisory Committee on Antarctic Names benannte den Berg 1962 nach dem US-amerikanischen Geologen James M. Schopf (1911–1978), der als Mitglied des Survey 1961 bis 1962 Feldforschungen in den Horlick Mountains durchgeführt hatte.